# Ożarów Mazowiecki (stacja kolejowa)
Ożarów Mazowiecki – stacja kolejowa w Ożarowie Mazowieckim, w województwie mazowieckim, w Polsce. Według klasyfikacji PKP ma kategorię dworca aglomeracyjnego. Znajdują się tu 2 perony i semafory świetlne.

## Ruch pasażerski[2]
| Rok  | Wymiana pasażerska na dobę |
| ---- | -------------------------- |
| 2017 | 2000–3000                  |
| 2018 | 2000-3000                  |
| 2019 | 1000-1500                  |
| 2020 | 700-999                    |
| 2021 | 700-999                    |
| 2022 | 1000–1500                  |
| 2023 | 1000-1500                  |

## Przewoźnicy
| Przewoźnik         | Przewoźnik | Trasa                                                                                            |
| ------------------ | ---------- | ------------------------------------------------------------------------------------------------ |
| Koleje Mazowieckie | R3         | Warszawa Wschodnia – Warszawa Śródmieście – Warszawa Włochy – Ożarów Mazowiecki – Błonie – Kutno |

## Historia i opis

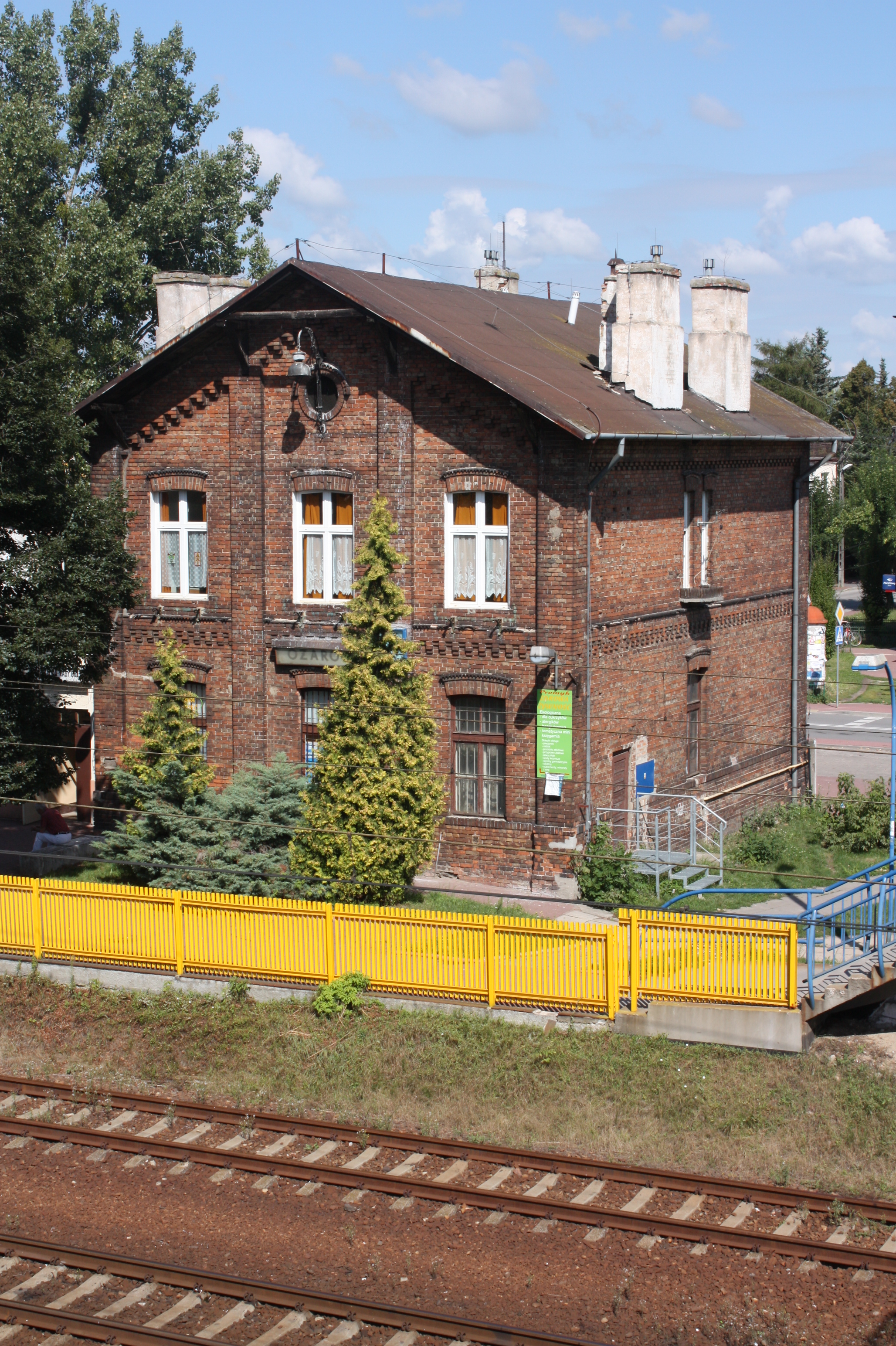
Widok z kładki

Budynek dworca kolejowego w Ożarowie Mazowieckim powstał w 1931. Obecnie znajduje się pod opieką konserwatora. Znajduje się tam oprócz kasy biletowej również sklep. Stacja posiada dwa perony, do których można dojść przez przejście podziemne. Na peronach można schować się pod wiatami. Stacja ta posiada semafory świetlne. Historycznie była to pierwsza stacja na otwartym w 1902 odcinku z Warszawy do Łowicza.

### Modernizacja w latach 2022–2023
Modernizacja stacji kolejowej w Ożarowie Mazowieckim, przeprowadzona w latach 2022–2023, znacząco poprawiła jej funkcjonalność i dostępność. Prace rozpoczęto 13 marca 2022 roku, a zakończono w sierpniu 2023 roku. W ramach inwestycji zlikwidowano starą kładkę nad torami, budując w jej miejsce nowoczesne przejście podziemne. Stacja została dostosowana do potrzeb osób z niepełnosprawnościami – pojawiły się ścieżki prowadzące, oznaczenia w alfabecie Braille’a, dotykowy model dworca oraz pochylnie dla wózków. Dla zwiększenia wygody zainstalowano również windy, ułatwiające dostęp do peronów. Zainstalowano nowe, elektroniczne tablice odjazdów, jednak ich pełne uruchomienie planowane jest na kwiecień 2025 roku.
Przed dworcem pojawiły się dodatkowe udogodnienia, takie jak wiaty rowerowe ze stojakami, nowe ławki i kosze na śmieci. Budynek zyskał nowoczesne instalacje. Mimo zmian udało się zachować historyczny charakter obiektu, nadając jego wnętrzom nowoczesny, ale jednocześnie nawiązujący do przeszłości styl. Całość inwestycji wyniosła blisko 127 mln zł, a stacja wznowiła pełną obsługę pasażerów 3 września 2023 roku.